# Pho Tak (huyện)
Pho Tak (tiếng Thái: โพธิ์ตาก) là một huyện (amphoe) của tỉnh Nong Khai, đông bắc Thái Lan.

## Địa lý
Các huyện giáp ranh (từ phía tây theo chiều kim đồng hồ) là Sangkhom, Si Chiang Mai và Tha Bo của tỉnh Nong Khai, và Ban Phue của tỉnh Udon Thani.

## Lịch sử
Tiểu huyện (King Amphoe) được lập ngày 1 tháng 7 năm 1997 thông qua việc tách 3 tambon Pho Tak, Phon Thong và Dan Si Suk from huyện Si Chiang Mai.
Theo quyết định của chính phủ Thái Lan ngày 15 tháng 5 năm 2007, tất cả 81 tiểu huyện đều được nâng thành huyện. Với việc đăng công báo hoàng gia ngày 24 tháng 8, việc nâng cấp thành chính thức.

## Hành chính
Huyện này được chia thành 3 phó huyện (tambon), các đơn vị này lại được chia ra thành 27 làng (muban). Không có khu vực đô thị (thesaban), and 3 Tổ chức hành chính tambon.
| STT | Tên        | Tên tiếng Thái | Số làng | Dân số |  |
| --- | ---------- | -------------- | ------- | ------ |  |
| 1.  | Pho Tak    | โพธิ์ตาก         | 7       | 4.208  |  |
| 2.  | Phon Thong | โพนทอง         | 11      | 6.441  |  |
| 3.  | Dan Si Suk | ด่านศรีสุข        | 9       | 4.237  |  |